# Cuboctaedro
El cuboctaedro es un sólido de Arquímedes que se obtiene truncando cada vértice de un cubo hasta el punto medio de la arista, con lo que resultan 14 caras: 6 del cubo, que continúan cuadradas y 8 nuevas -en forma de triángulos equiláteros- que resultan del truncamiento de los vértices.
El cuboctaedro también puede considerarse un octaedro regular que se trunca hasta el punto medio de la arista; en este sentido tiene mucha relación con el cubo truncado y el octaedro truncado.
El área de un cuboctaedro con una arista de tamaño a es
{\displaystyle A=(6+2{\sqrt {3}})a^{2}\approx 9,4641016a^{2}}
y su volumen:
{\displaystyle V={\frac {5}{3}}{\sqrt {2}}a^{3}\approx 2,3570226a^{3}.}
Los lados del cuboctaedro definen como polígonos ecuatoriales a 4 hexágonos regulares.